# Championnats de Tunisie de cyclisme sur route
Les championnats de Tunisie de cyclisme sur route sont les championnats nationaux de cyclisme sur route de Tunisie, organisés par la Fédération tunisienne de cyclisme.
Ils consistent, en général, en une course spécifique. Cependant en 1963, de 1965 à 1970, en 1996 et de 2003 à 2007, le titre de champion de Tunisie est attribué en fonction du total de points obtenus au cours des différentes courses. Des championnats de Tunisie de contre-la-montre ont par ailleurs été organisés en 2007.

## Histoire
C'est en 1903 que les Tunisiens adoptent ce sport et créent la première association, l'Union vélocipède tunisienne, qui deviendra une véritable organisation autonome de gestion du cyclisme parallèlement à la ligue française dépendante de la Fédération française de cyclisme et favorisera l'avènement de champions tunisiens à l'instar de Ali Neffati, Ali Bardo, Hédi Flifel, Jilani Ben Othman, Béchir Dabbabi ou Larbi Meddeb. La parité Tunisiens-Français a été d'ailleurs imposée dès 1948 dans le cadre d'un comité semi-autonome.
Le cyclisme est un sport très populaire jusqu'en 1964, date de la démolition du vélodrome pour y construire le stade olympique d'El Menzah, ce qui va précipiter le déclin de ce sport et sa longue traversée du désert. Il est d'ailleurs extrêmement rare de trouver des informations sur le cyclisme et presque impossible de reconstituer le palmarès de ses champions.

## Hommes

### Podiums de la course en ligne
| Année     | Vainqueur                         | Deuxième             | Troisième                   |
| --------- | --------------------------------- | -------------------- | --------------------------- |
| 1956      | Santo Caracci                     | Mohamed Touati (de)  | Hamadi Belouahchia          |
| 1957      | Mustapha Trifi                    | Mohamed Touati (de)  | Mehrez Abdelkader           |
| 1958      | Mohamed Touati (de)               | Nicolas Castellano   | Hamadi Belouahchia          |
| 1959      | Mohamed Ben Abda                  | Mohamed Touati (de)  | Diego Tilotta               |
| 1960      | Mohamed Touati (de)               | Mohamed Ben Abda     | Antonio Merlino             |
| 1961      | Mohamed Ben Abda                  | Béchir Mardassi (de) | Joseph Migliore             |
| 1962      | Mohamed Bahloul (de)              | Ahmed Ben Moussa     | Eugène Sorrentino           |
| 1963      | Hammadi Dridi (de)                | Ahmed Brika (de)     | Khemaïs Ben Ammar           |
| 1964      | Hammadi Dridi (de)                | Ahmed Ben Moussa     | Mohamed Touati (de)         |
| 1965      | Hammadi Dridi (de)                | Hassen Khayati       | Hechmi Ben Salah            |
| 1966      | Ahmed Brika (de)                  | Hammadi Dridi (de)   | Khemaïs Ben Ammar           |
| 1967      | Hammadi Dridi (de)                | Abderrahman Neffati  | Ahmed Brika (de)            |
| 1968      | Ferjani Louati (de)               | Hammadi Dridi (de)   | Khemaïs Ben Ammar           |
| 1969      | Hammadi Dridi (de)                | Ferjani Louati (de)  | Béchir Hamdi                |
| 1970      | Ferjani Louati (de)               | Messaoud Trabelsi    | Hammadi Dridi (de)          |
| 1971      | Ferjani Louati (de)               | Hammadi Dridi (de)   | Messaoud Trabelsi           |
| 1972      | Hassen Khayati                    | Ferjani Louati (de)  | Abdesselem Jarbouai         |
| 1973      | Abderrazak Hajri                  | Taïeb Hfaiedh        | Ferjani Louati (de)         |
| 1974      | Ferjani Louati (de)               | Sadok Aouadi         | Hassen Khayati              |
| 1975      | Hassen Khayati                    | Ferjani Louati (de)  | Mahmoud Ben Saad            |
| 1976      | Béchir Hamdi                      | Mehrez Amami         | ?                           |
| 1977      | Ferjani Louati (de)               | ?                    | ?                           |
| 1978      | Mohamed Sannan                    | ?                    | ?                           |
| 1979      | Samir Merdassi                    | Slah Brachen         | Ayech Rezgui                |
| 1980      | Samir Merdassi                    | Zouhair Barka        | Mongi Arbi                  |
| 1981      | Non disputé                       |                      |                             |
| 1982      | Adel Cherigui                     | ?                    | ?                           |
| 1983      | Zouhair Barka                     | Adel Cherigui        | Salah Aissaoui              |
| 1984      | Zouhair Barka                     | Adel Bejaoui         | Kamel Merdassi              |
| 1985      | Samir Merdassi                    | Sami Essid           | Zouhair Barka               |
| 1986      | Samir Merdassi                    | ?                    | ?                           |
| 1987      | Mohamed Yazidi                    | Samir Souissi        | Hatem Denguir               |
| 1988      | Lamjed Belkadhi                   | Salah Hamdi          | Ferid Amdouni               |
| 1989      | Mohamed Yazidi                    | Hamel Ben Mohamed    | Samir Souissi               |
| 1990      | Tayachi Fradj                     | Houcine Belouahchia  | Hassen Belouahchia          |
| 1991      | Non disputé ou résultats inconnus |                      |                             |
| 1992      | Houcine Belouahchia               | Mounir Boujrida      | Hassen Belouahchia          |
| 1993      | Mehrez Khelifi                    | Lamjed Belkadhi      | Mohamed Mliki               |
| 1994      | Moustapha Yazidi                  | Nizar Mousli         | Abandon du reste du peloton |
| 1995      | Houcine Belouahchia               | Mehrez Khelifi       | Samir Souissi               |
| 1996      | Mehrez Khelifi                    | Samir Souissi        | Mohamed Yazidi              |
| 1997      | Samir Souissi                     | Ahmed M'Raihi (de)   | Lamjed Belkadhi             |
| 1998      | Non disputé ou résultats inconnus |                      |                             |
| 1999      | Samir Souissi                     | Hassen Mezrigui      | Lamjed Belkadhi             |
| 2000      | Ahmed M'Raihi (de)                | Ayman Ben Hassine    | Nizar Zemzemi               |
| 2001      | Non disputé ou résultats inconnus |                      |                             |
| 2002      | Hichem Dridi                      | Taïeb Dridi          | Nizar Zemzemi               |
| 2003      | Non disputé ou résultats inconnus |                      |                             |
| 2004      | Ayman Ben Hassine                 | Samir Souissi        | ?                           |
| 2005      | Ayman Ben Hassine                 | Ahmed M'Raihi (de)   | Hassen Ben Nasser           |
| 2006      | Karim Jendoubi (de)               | Ayman Ben Hassine    | Ahmed M'Raihi (de)          |
| 2007      | Ayman Ben Hassine                 | Aymen Berini (de)    | Hassen Ben Nasser           |
| 2008      | Hassen Ben Nasser                 | Maher Hasnaoui       | Moncef Yaakoubi             |
| 2009      | Maher Hasnaoui                    | Ahmed M'Raihi (de)   | Karim Jendoubi (de)         |
| 2010      | Rafaâ Chtioui                     | Riadh Ghedamsi       | Maher Hasnaoui              |
| 2011      | Ahmed Ben Maatoug                 | Ali Akkouche         | Hassen Ben Nasser           |
| 2012      | Hassen Ben Nasser                 | Maher Hasnaoui       | Ahmed M'Raihi (de)          |
| 2013      | Rafaâ Chtioui                     | Maher Hasnaoui       | Houssam Nasri               |
| 2014      | Rafaâ Chtioui                     | Maher Hasnaoui       | Houssam Nasri               |
| 2015      | Rafaâ Chtioui                     | Hamza Fatnassi       | Ali Nouisri                 |
| 2016      | Ali Nouisri                       | Nadhem Ben Amar      | Maher Hasnaoui              |
| 2017      | Ali Nouisri                       | Maher Hasnaoui       | Hassen Ben Nasser           |
| 2018      | Ali Nouisri                       | Maher Hasnaoui       | Hassen Ben Nasser           |
| 2019      | Hassen Ben Nasser                 | Khaled Kammoun       | Wajdi Homrani               |
| 2020-2021 | Non disputé                       |                      |                             |
| 2022      | Oussama Kbaier                    | Mohamed Ali Thabet   | Maher Habouria              |
| 2023      | Maher Habouria                    | Ousama Kbaier        | Yassine Nefzi               |
| 2024      | Mohamed Aziz Dellai               | Yassine Nefzi        | Amine Mechergui             |
| 2025      | Mohamed Aziz Dellai               | Maher Habouria       | Nadhem Ben Amar             |

Multi-titrés
- 5 : Hammadi Dridi (de), Ferjani Louati (de)
- 4 : Samir Merdassi, Rafaâ Chtioui
- 3 : Zouhair Barka, Ayman Ben Hassine, Hassen Ben Nasser, Ali Nouisri
- 2 : Mohamed Aziz Dellai, Mohamed Bahloul (de), Mohamed Ben Abda, Hassen Khayati, Mohamed Yazidi, Houcine Belouahchia, Samir Souissi

### Podiums du contre-la-montre
| Année     | Vainqueur           | Deuxième           | Troisième          |
| --------- | ------------------- | ------------------ | ------------------ |
| 2007      | Ayman Ben Hassine   | Aymen Berini (de)  | Ahmed M'Raihi (de) |
| 2008      | Ayman Ben Hassine   | Aymen Berini (de)  | Ahmed M'Raihi (de) |
| 2009      | Non disputé         |                    |                    |
| 2010      | Ahmed M'Raihi (de)  | Ahmed Ben Maatoug  | Ali Akkouche       |
| 2011      | Riadh Gdhamsi       | Ahmed M'Raihi (de) | Ali Akkouche       |
| 2012      | Hassen Ben Nasser   | Ahmed M'Raihi (de) | Maher Hasnaoui     |
| 2013      | Rafaâ Chtioui       | Maher Hasnaoui     | Hassen Ben Nasser  |
| 2014      | Hassen Ben Nasser   | Ali Nouisri        | Houssam Nasri      |
| 2015      | Rafaâ Chtioui       | Maher Hasnaoui     | Hassen Ben Nasser  |
| 2016      | Maher Hasnaoui      | Ali Nouisri        | Hassen Ben Nasser  |
| 2017      | Ali Nouisri         | Maher Hasnaoui     | Hassen Ben Nasser  |
| 2018      | Ali Nouisri         | Maher Hasnaoui     | Nadhem Ben Amar    |
| 2019      | Ali Nouisri         | Hassen Ben Nasser  | Maher Hasnaoui     |
| 2020-2021 | Non disputé         |                    |                    |
| 2022      | Nadhem Ben Amar     | Maher Habouria     | Oussama Kbaier     |
| 2023      | Mohamed Aziz Dellai | Maher Habouria     | Nadhem Ben Amar    |
| 2024      | Mohamed Aziz Dellai |                    |                    |
| 2025      | Mohamed Aziz Dellai | Mohamed Ali Thabet | Yassine Nefzi      |

Multi-titrés
- 3 : Ali Nouisri, Mohamed Aziz Dellai
- 2 : Ayman Ben Hassine, Hassen Ben Nasser, Rafaâ Chtioui

## Femmes

### Podiums de la course en ligne
| Année | Vainqueur      | Deuxième        | Troisième      |
| ----- | -------------- | --------------- | -------------- |
| 2014  | Nour Dissem    | Rihab Hajjaji   | Islam Yazidi   |
| 2015  | Nour Dissem    | Rihab Hajjaji   | Tasnime Gharbi |
| 2016  | Nour Dissem    | Tasnime Gharbi  | Aya Hafnaoui   |
| 2019  | Tasnime Gharbi | Nesrine Ghedira | Yasmine Sassi  |
| 2020  |                |                 |                |
| 2021  |                |                 |                |
| 2022  | Fattoum Sirine | Nadine Moussa   | Asil Moussa    |
| 2023  |                |                 |                |
| 2024  | Nadine Moussa  |                 |                |

Multi-titrées
- 3 : Nour Dissem

### Podiums du contre-la-montre
| Année | Vainqueur      | Deuxième        | Troisième        |
| ----- | -------------- | --------------- | ---------------- |
| 2014  | Nour Dissem    | Islam Yazidi    | Sourour Merdassi |
| 2015  | Nour Dissem    | Rihab Hajjaji   | Aya Hafnaoui     |
| 2019  | Tasnime Gharbi | Nesrine Ghedira | Nadine Moussa    |
| 2020  |                |                 |                  |
| 2021  |                |                 |                  |
| 2022  | Fattoum Sirine | Nadine Moussa   | Nesrine Ghedira  |
| 2023  |                |                 |                  |
| 2024  | Nadine Moussa  |                 |                  |

Multi-titrées
- 2 : Nour Dissem

## Juniors hommes

### Podiums de la course en ligne
| Année     | Vainqueur               | Deuxième              | Troisième            |
| --------- | ----------------------- | --------------------- | -------------------- |
| 2015      | Foued Messaouidi        | Mohamed Islam Bouglia | Yassine Bouslama     |
| 2016      | Foued Messaouidi        | Aziz Melki            | Yassin Kchaou        |
| 2018      | Amen Allah Ben Romdhane | Iskander Ben Cherifa  | Youssef Ferjani      |
| 2019      | Wassim Jemai            | Hatem Ben Ameur       | Youssef Ferjani      |
| 2020-2021 | Pas organisé            |                       |                      |
| 2022      | Mohamed Aziz Dellai     |                       |                      |
| 2023      | Wassim Ben M'Tir        | Mohamed Ali Jebali    | Salim Arbi Ben Rejeb |

### Podiums du contre-la-montre
| Année     | Vainqueur               | Deuxième         | Troisième           |
| --------- | ----------------------- | ---------------- | ------------------- |
| 2014      | Mohamed Islam Bouglia   | Achref Argoubi   | Mehdi Zouabi        |
| 2015      | Foued Messaouidi        | Mehdi Zouabi     | Achref Tliba        |
| 2016      | Foued Messaouidi        | Aziz Melki       | Farouk Mahmoudi     |
| 2018      | Amen Allah Ben Romdhane | Youssef Ferjani  | Ben Abdallah Bechir |
| 2019      | Oussama Kbaier          | Youssef Ferjani  | Mohamed Aziz Kchaou |
| 2020-2021 | Pas organisé            |                  |                     |
| 2022      | Mohamed Aziz Dellai     | Yassin Gharbi    | Hediji Mohamed Adem |
| 2023      | Mohamed Ali Jebali      | Wassim Ben M'Tir | Saifeddine Laadheri |

Multi-titrés
- 2 : Foued Messaouidi